# Atlacomulco de Fabela
Atlacomulco de Fabela é uma cidade do estado do México e cabecera municipal do município de Atlacomulco, no México.